# Nemophas zonatus
Nemophas zonatus là một loài bọ cánh cứng trong họ Cerambycidae.